# Silaum besseri
Silaum besseri är en flockblommig växtart som först beskrevs av Dc., och fick sitt nu gällande namn av Aleksandr Alfonsovitj Grossgejm. Silaum besseri ingår i släktet ängssiljor, och familjen flockblommiga växter. Inga underarter finns listade i Catalogue of Life.